# Rated R: Remixed
Rated R: Remixed è un album di remix della cantante barbadiana Rihanna, pubblicato l'8 maggio 2010 dalla Def Jam.

## Tracce
1. Mad House (Chew Fu Straight Jacket Fix) – 2:12 (Makeba Riddick, Will Kennard, Saul Milton, Robyn Fenty)
2. Russian Roulette (Chew Fu Black Russian Fix) – 5:55 (Shaffer Smith, Charles Harmon)
3. Rockstar 101 (Chew Fu Teachers Pet Fix) – 4:27 (Terius Nash, Christopher Stewart, Robyn Fenty)
4. Wait Your Turn (Chew Fu Can't Wait No More Fix) – 3:46 (James Fauntleroy II, Mikkel S. Eriksen, Tor Erik Hermansen, Will Kennard, Saul Milton, Takura Tendayi, Robyn Fenty)
5. Photographs (feat. Will.i.am) (Chew Fu 35mm Fix) – 5:59 (William Adams, Jean Baptiste, Michael McHenry, Allan Pineda)
6. Rude Boy (Chew Fu Vitamin S Fix) – 5:41 (Mikkel S. Eriksen, Tor Erik Hermansen, Ester Dean, Makeba Riddick, Rob Swire, Robyn Fenty)
7. Hard (feat. Jeezy) (Chew Fu Granite Fix) – 5:27 (Terius Nash, Christopher Stewart, Robyn Fenty, Jay Jenkins)
8. G4L (Chew Fu Guns in the Air Fix) – 5:25 (Will Kennard, Saul Milton, Robyn Fenty, James Fauntleroy II)
9. Fire Bomb (Chew Fu Molotov Fix) – 6:58 (James Fauntleroy II, Brian Kennedy Seals, Robyn Fenty)
10. Stupid In Love (Chew Fu Small Room Fix) – 5:32 (Shaffer Smith, Mikkel S. Eriksen, Tor Erik Hermansen)

## Classifiche
| Classifiche (2010) | Posizione massima |
| ------------------ | ----------------- |
| Stati Uniti        | 158               |

## Date di pubblicazione
| Paese       | Data di pubblicazione | Formato           | Etichetta          |
| ----------- | --------------------- | ----------------- | ------------------ |
| Finlandia   | 8 maggio 2010         | Download digitale | Def Jam Recordings |
| Germania    | 8 maggio 2010         | Download digitale | Def Jam Recordings |
| Paesi Bassi | 8 maggio 2010         | Download digitale | Def Jam Recordings |
| Portogallo  | 8 maggio 2010         | Download digitale | Def Jam Recordings |
| Spagna      | 8 maggio 2010         | Download digitale | Def Jam Recordings |
| Svezia      | 8 maggio 2010         | Download digitale | Def Jam Recordings |
| Svizzera    | 8 maggio 2010         | Download digitale | Def Jam Recordings |
| Ungheria    | 8 maggio 2010         | Download digitale | Def Jam Recordings |